# フォード郡 (カンザス州)
座標: 北緯37度42分 西経99度54分 / 北緯37.700度 西経99.900度
フォード郡 (英: Ford County 標準略語：FO) は、アメリカ合衆国カンザス州に位置する郡である。2010年現在、人口は33,848人であであり、2000年の32,458人から4.3%増加した。最大都市及び郡庁所在地はドッジシティである。郡の名称は、James Hobart Fordに由来する。
フォード郡は1郡のみでドッジシティ小都市圏を構成している。

## 法と政府
フォード郡は、1986年にカンザス州憲法が、個人が嗜むアルコール飲料の販売は食料販売量の30％までという制限付きで修正されるまで、アルコールを禁じる、すなわち「ドライ」の郡であった。

## 地理
アメリカ合衆国統計局によると、この郡は総面積2,846 km2 (1,099 mi2) である。このうち2,844 km2 (1,098 mi2) が陸地で2.1 km2 (0.8 mi2) が水域である。総面積の0.07%が水域となっている。

### 隣接する都市
- ホッジマン郡 (カンザス州)（北）
- エドワーズ郡 (カンザス州)（北東）
- カイオワ郡 (カンザス州)（東）
- クラーク郡 (カンザス州)（南）
- ミード郡 (カンザス州)（南西）
- グレイ郡 (カンザス州)（西）

### 主要高規格道路
- 国道50号線
- 国道54号線
- 国道56号線
- 国道283号線
- 国道400号線
- カンサス州道34号線

## 人口動静

人口ピラミッド

2010年現在の国勢調査によると、この郡は人口33,848人、11,145世帯、及び7,995家族が暮らしている。人口密度は12人/km2 (31人/mi2) である。12,005軒の住宅が建っている(4軒/km2 (11軒/mi2)。この郡の人種的な構成は白人75.3%、アフリカン・アメリカン2.1%、先住民1.0%、アジア1.4%、太平洋諸島系0.2%、その他の人種17.2%、及び混血2.7%である。ここの人口の51.2%はヒスパニックまたはラテン系である。
この郡内の住民は30.9%が18歳未満の未成年、18歳以上24歳以下が10.8%、25歳以上44歳以下が26.90%、45歳以上64歳以下が21.30%、及び65歳以上が10.00%である。平均年齢は30.4歳である。女性100人ごとに対して男性は106.66人である。18歳以上の女性100人ごとに対して男性は105.41人である。
この郡の世帯ごとの平均的な収入は51,118米ドルであり、家族ごとの平均的な収入は57,380米ドルである。男性は36,326米ドルに対して女性は27,596米ドルの平均的な収入がある。この郡の住民1人当たりの収入(per capita income) は19,994 米ドルである。人口の15.50%及び家族の11.90% は貧困線以下である。全人口のうち18歳未満の22.6%及び65歳以上の5.2%は貧困線以下の生活を送っている。

## 都市及び町

### 一体化した都市
人口 > 10,000人
- ドッジシティ（郡庁所在地）

人口 < 1,000人
- スピアービル
- バックリン
- フォード

### 郡区
フォード郡は14の郡区に分けられる。
ドッジシティは 「政治的に独立」（英語: governmentally independent) と考えられ、郡区向けの国勢調査計算から除外されている。以下の表内の人口中心は最大都市であり、特に大きな数字であれば、郡区の人口総計に含まれている。

## 教育

### 統一教育学区
- スピアービル USD 381 (Web site)
- ドッジシティ USD 443 (Web site)
- バックリン USD 459 (Web site)

### コミュニティ・カレッジ
- ドッジシティ・コミュニティ・カレッジ